# Wolf-Dieter Schneider
Wolf-Dieter Schneider (* 2. Oktober 1942 in Berlin) ist ein deutscher Metallurg, Manager der Gießereiindustrie und Hochschullehrer.

## Leben
Wolf-Dieter Schneider studierte an der RWTH Aachen und der Technischen Universität Berlin Gießereikunde. 1965 erlangte er in Berlin das Diplom. 1969 wurde er am Gießereiinstitut der Technischen Universität Berlin zum Dr.-Ing. promoviert. Anschließend übernahm er Aufgaben in der deutschen Gießerei-Industrie. Zunächst in leitenden Funktionen bei den Rheinstahl Hüttenwerken wurde er 1982 zum Technischen Direktor der August Engels GmbH in Velbert ernannt und zwei Jahre später in den Vorstand der Thyssen Guss AG berufen. 1989 wechselte er als Vorsitzender in die Geschäftsführung der Otto Junker GmbH in Simmerath. Zwischen 1993 und 1995 war er für die Treuhandanstalt Berlin maßgeblich an der Sanierung der Gießereiindustrie in den neuen Bundesländern beteiligt. Anschließend war er Geschäftsführer der M.I.M Hüttenwerke Duisburg, Vorstandsvorsitzender der Deutschen Gießerei- und Industrie-Holding AG (DIHAG) sowie später deren Aufsichtsratsvorsitzender.
Im Jahr 2000 war er für das Bundesministerium für Bildung und Forschung gutachterlich für den Bereich Innovative Umwelttechniken in der Metallerzeugung/Gießereiindustrie tätig. 2007 ernannte ihn die Technische Universität Bergakademie Freiberg zum Honorarprofessor. Er lehrte moderne Managementmethoden im Gießereibetrieb.
Mit seiner Frau Ursula errichtete er den Stiftungsfonds Ursula und Prof. Dr. Wolf-Dieter Schneider zur Förderung von Forschung und Lehre der Ingenieur- und Wirtschaftswissenschaften in Freiberg.
Schneider ist Weinheimer Corpsstudent. 1964 schloss er sich in Aachen dem Corps Albingia Dresden und nach seinem Wechsel nach Berlin dem Corps Cheruscia an. Heute ist er Alter Herr der Corps Marko-Guestphalia Aachen und Cheruscia Berlin.

## Schriften
- Untersuchungen des Kristallisationsablaufs von Eisen und Eisenlegierungen im Hochtemperaturmikroskop, 1969